# Горбач Раїса Володимирівна
Раїса Володимирівна Го́рбач (6 січня 1938, Кагарлик — 7 січня 2006, Кагарлик) — українська майстриня художньої вишивки і педагог.

## Біографія
Народилася 6 січня 1938 року в місті Кагарлику (Київська область). Здобула неповну середню освіту.
З 1954 року працювала на Кагарлицькій фабриці ручної і машинної вишивки вишивальницею, творчим майстром; упродовж 1992—2002 років — на Кагарлицькому навчально-виробничому комбінаті.
Померла у Кагарлику 7 січня 2006 року.

## Роботи
Працювала в основному у техніках мережки, занизування. Вишивала жіночі блузи, чоловічі сорочки, серветки, скатертини, рушники, жіночі костюми, сукні.
Вироби експонувалися в Україні, Франції, Німеччині, США, Японії, Алжирі.

## Відзнаки
- Заслужений майстер народної творчості УРСР з 1984 року;
- срібна медаль ВДНГ (1989).